# Sender Europeu E3
El sender europeu de llarga distància E3, o simplement el sender E3, és un sender de llarga distància de 8.880 km (5.517 mi) que està previst que vagi des de la costa portuguesa fins al Mar Negre a Bulgària. Forma part de la xarxa europea de senders de llarga distància.

## Ruta
Els trams complets de la ruta passen per Espanya, França, Luxemburg, Bèlgica, Alemanya, República Txeca, Eslovàquia, un curt tram a Polònia, Hongria, Romania i Bulgària.
Es preveu ampliar la ruta cap a Portugal fins al cap de Sant Vicenç.

## Galeria d'imatges

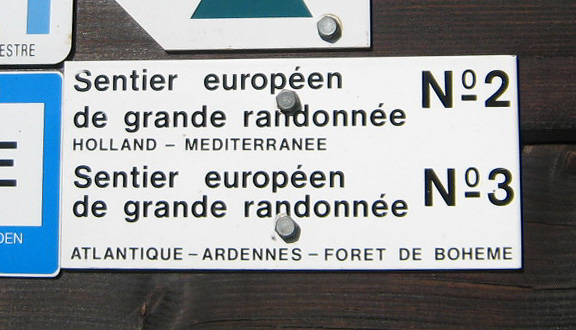
Senyal al camí de l'E3 prop de Vianden, Luxemburg.
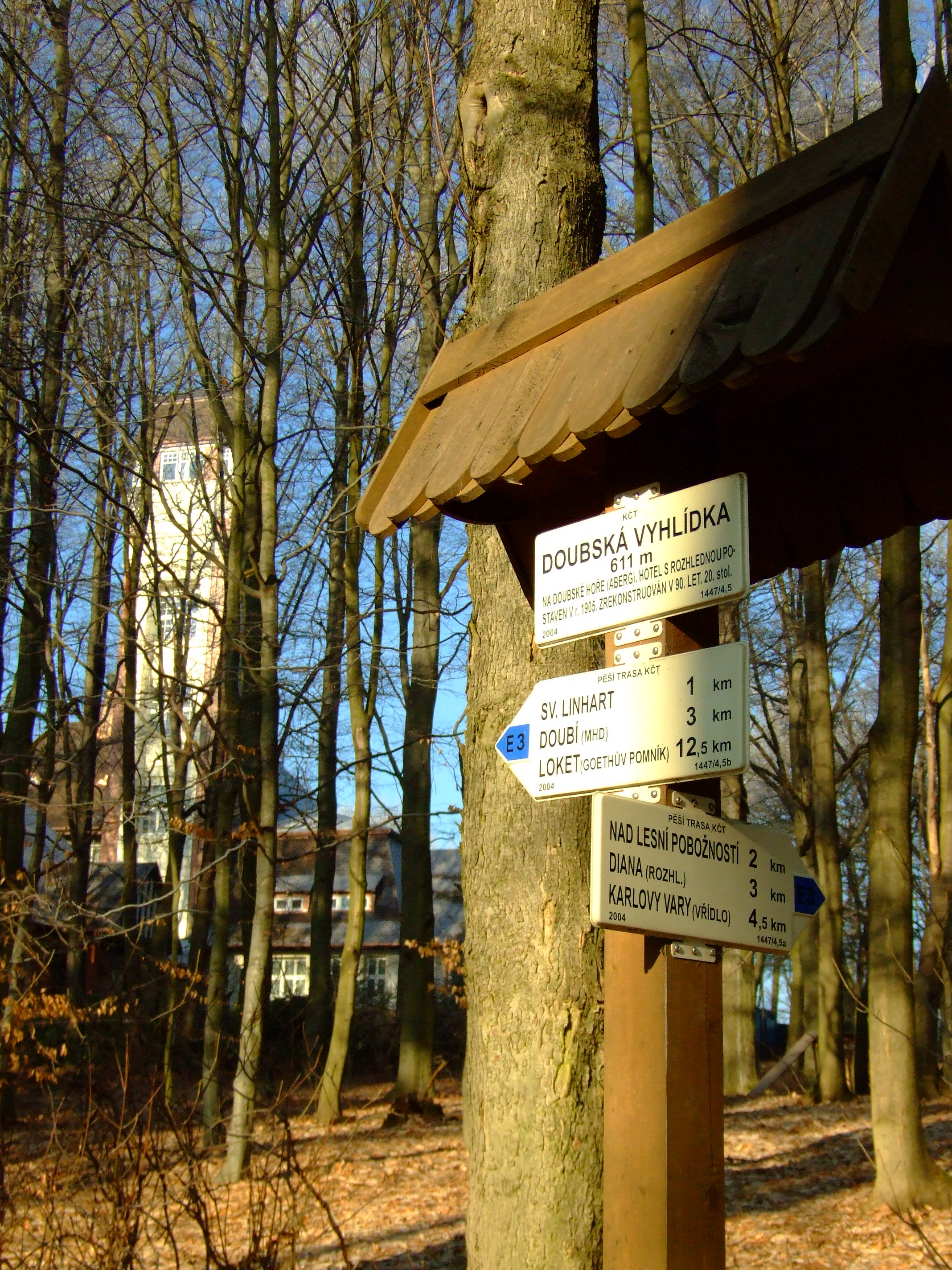
E3 com a part del sender estàndard marcat amb senyals blaves prop de Karlovy Vary, a la República Txeca.
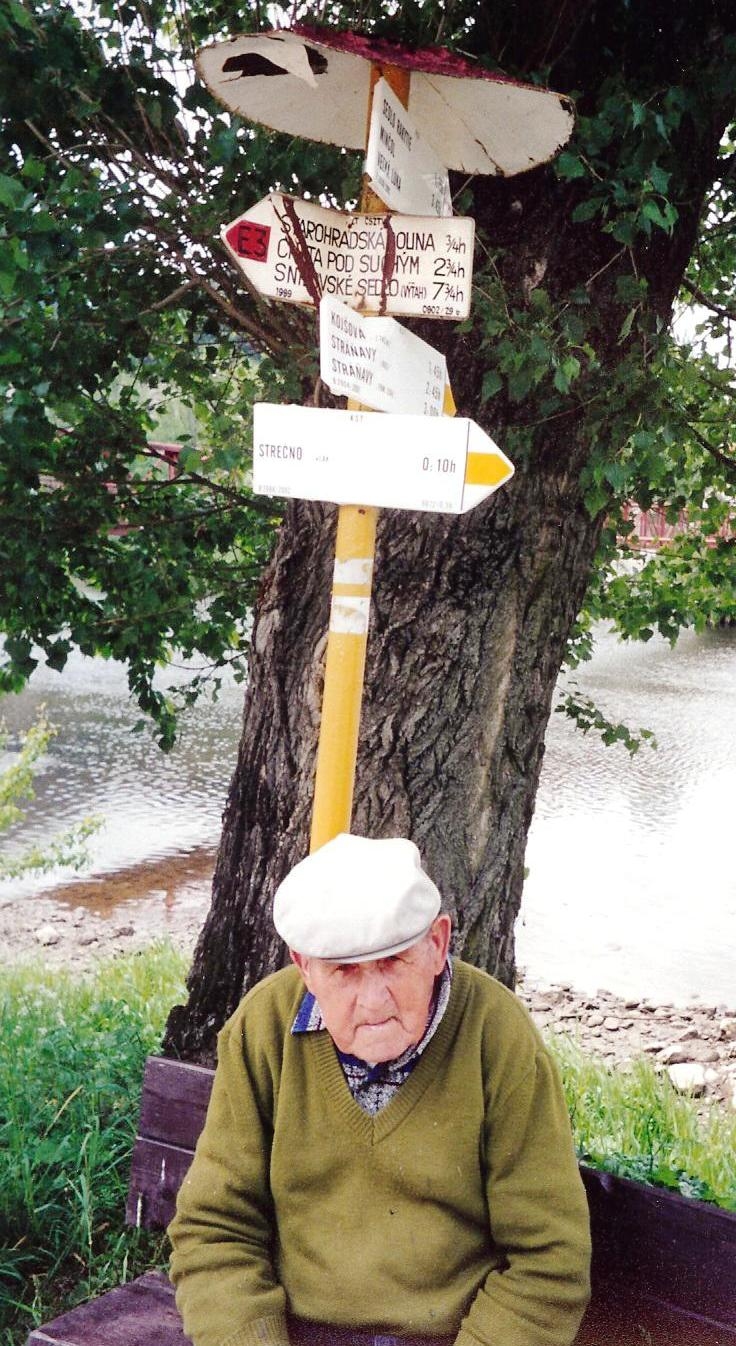
E3 a l'extrem oest de la serralada de Malá Fatra, al nord d'Eslovàquia. Els senders E3, E8 i altres de llarga distància estan marcats en vermell al "Turistika Mapa" / "Mapes de senderisme" d'Eslovàquia a escala 1:50.000.
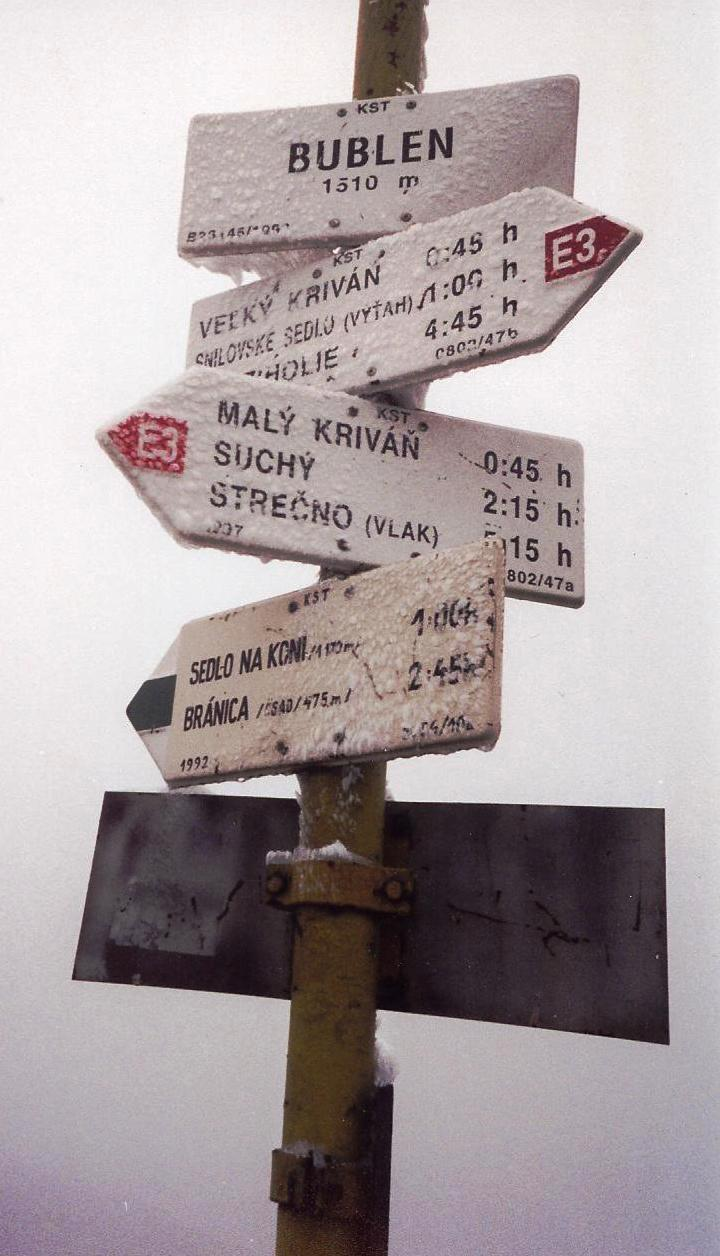
L'E3 a la primavera del 2005 a les muntanyes de Malá Fatra (muntanyes "Petita Fatra", l'extrem oest de les muntanyes dels Carpats), amb neu lleugera, al nord d'Eslovàquia. L'E3 també està ben marcat als mapes d'Eslovàquia i la República Txeca.
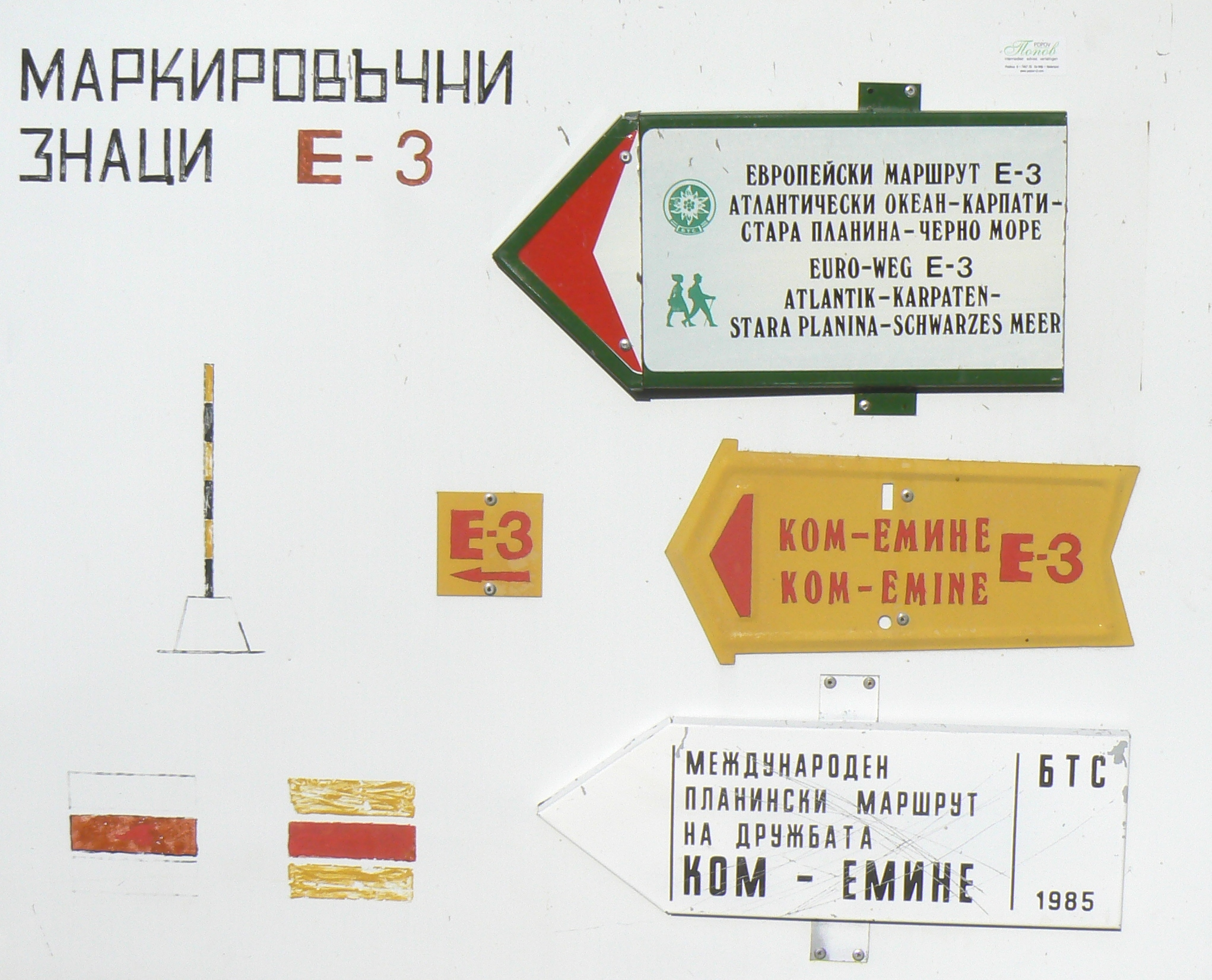
Marcadors utilitzats a la part búlgara de la ruta.
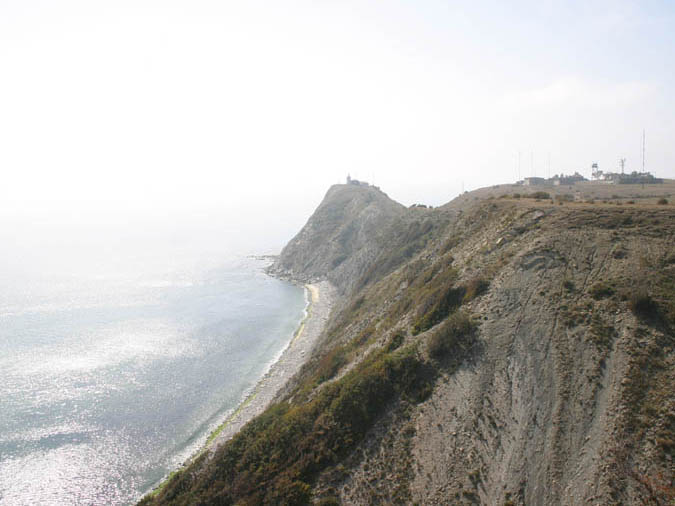
L'E3 acaba al cap Emine.